# Krasnohirka (obwód kirowohradzki)
Krasnnohirka (ukr. Красногірка) – wieś na Ukrainie, w obwodzie kirowohradzkim, w rejonie hołowaniwskim, w hromadzie Hołowaniwśk. W 2001 liczyła 843 mieszkańców, spośród których 816 wskazało jako ojczysty język ukraiński, 9 rosyjski, 9 mołdawski, 7 ormiański, 1 polski, a 1 inny.